# كريستوفر سانديوس
كريستوفر سانديوس الصغير (ولد في كونيغسبرغ في 12 أكتوبر 1644 – توفي في أمستردام في 30 نوفمبر 1680) هو كاتب آريوسي وناشر لأعمال العقيدة التجديدية السوسنية وإن كان هو نفسه لا يؤمن بتلك العقيدة.
رُومن اسمه إلى كريستوفوروس سانديوس، رغم أن اسمه بالألمانية كريستوف ساند، كما عُرف باسم كريستوف فان دين ساند خلال سنوات إقامته الأخيرة في هولندا.
أظهر بحث أجراه ليخ سزوكي أن سانديوس الصغير تلقّى تعليمًا جيدًا على يد والده الصارم كريستوفر سانديوس الكبير (المتوفي سنة 1686م) الموظف الحكومي في كونيغسبرغ، الذي فقد منصبه في وقت لاحق لتعاطفه مع الأفكار اللاثالوثية. انتقل سانديوس الصغير إلى أمستردام، وعمل كمحرر ومترجم وناشر، وأصبح معروفًا جيدًا بين المثقفين الأوروبيين. روّج سانديوس الصغير للرأي القائل بأن الآريوسية كانت الفكرة الرائجة في لاهوت الكنيسة الأولى. حافظ سانديوس الصغير على علاقة جيدة مع السوسنيين البولنديين المنفيين أندري فيزوفاتي وستانيسلاف لوبيينكي، ولكنه انخرط في جدال ودي معهم حول مسألة وجود المسيح السابق التي لم يقبلوها، لكن سانديوس الآريوسي كان يقبلها.
كان لسانديوس الصغير علاقة وطيدة مع باروخ سبينوزا خاصة في نهاية حياته، عندما أصبح يُعرف كأحد أكثر أتباع الفيلسوف إخلاصًا. بين سنتي 1676-1680م، دافع سانديوس عن المؤلف المجهول لكتاب Tractatus theologico-politicus في مراسلات له مع اللاهوتي الكاثوليكي بيير دانيال هويت.